# Edward Johnson (general)
Edward "Allegheny" Johnson (16 de abril de 1816-2 de marzo de 1873) fue un oficial del Ejército de los Estados Unidos y general confederado en la guerra civil estadounidense. Altamente valorado por Robert E. Lee, fue nombrado comandante de división a las órdenes de Richard S. Ewell. En la primera noche de la batalla de Gettysburg (1 de julio de 1863), Ewell perdió la oportunidad de atacar Cemetery Hill, y Johnson optó por no atacar Culp Hill, para lo que tenía una orden discrecional, aunque lo intentó el segundo y tercer día. Muchos culpan a Ewell y Johnson de la pérdida de esta batalla decisiva.

## Primeros años
Johnson nació en la plantación Salisbury, cerca de la actual Midlothian, en el condado de Chesterfield, Virginia, pero su familia se trasladó pronto a Kentucky. Asistió a la Academia Militar de los Estados Unidos y se graduó (tras cinco años de estudio) en 1838. Fue nombrado teniente segundo del 6.º de Infantería de los Estados Unidos y fue ascendido a teniente primero en menos de un año. Sirvió en las guerras Seminolas en Florida y luego en el Oeste. En la guerra mexicano-estadounidense, Johnson se distinguió por su acción en Veracruz, Cerro Gordo, Churubusco, Molino del Rey y Chapultepec. Recibió dos ascensos, a capitán y a mayor, durante la guerra y el estado de Virginia le concedió una espada ceremonial por su valentía. Johnson volvió a prestar servicio en la frontera occidental, sirviendo en el territorio de Dakota, California, Kansas y en la expedición de Utah.

## Guerra Civil
Tras el estallido de la Guerra Civil, Johnson renunció a su cargo en el Ejército de los Estados Unidos y recibió el rango de coronel en el 12.º de Infantería de Georgia el 2 de julio de 1861. El 12.º de Georgia luchó en la primera campaña del general Robert E. Lee en el oeste de Virginia, en la batalla del río Greenbrier. Fue ascendido a general de brigada el 13 de diciembre de 1861, y recibió su apodo mientras comandaba seis regimientos de infantería en una batalla en la montaña Allegheny. (Esta fuerza del tamaño de una brigada recibió el grandioso nombre de "Ejército del Noroeste").

### Campaña del Valle
En el invierno de 1861-62, el ejército de Johnson cooperó con el mayor general Thomas J. "Stonewall" Jackson en las primeras etapas de la Campaña del Valle. Mientras Jackson marchaba con su ejército hacia las montañas del actual Panhandle oriental de Virginia Occidental para realizar incursiones en el ferrocarril Baltimore & Ohio, Johnson tenía la tarea de proteger contra una invasión de la Unión en las zonas "superiores", más elevadas, del valle de Shenandoah, cerca de Staunton, Virginia. Su Ejército del Noroeste construyó una serie de pabellones y trincheras en la cima de la montaña de Shenandoah, que denominaron simplemente Fort Edward Johnson. En la batalla de McDowell, Johnson fue gravemente herido con una bala en el tobillo, que tardó en curarse. Regresó a Richmond para su convalecencia y permaneció allí durante casi un año, activo en la escena social. Aunque Johnson era un personaje corpulento, de aspecto rudo, que seguía siendo soltero a los 47 años, tenía fama de donjuán. Debido a una herida que recibió en México, tenía un ojo que parpadeaba incontrolablemente, lo que hacía que muchas mujeres creyeran que estaba coqueteando con ellas. Llamó lo suficiente la atención como para que se le mencionara en el famoso diario de Mary Chesnut.

### División Stonewall
En 1863, tras la reorganización del Ejército del Norte de Virginia para compensar la muerte de Stonewall Jackson tras la batalla de Chancellorsville, Johnson fue ascendido a general de división y se le dio el mando de la "División Stonewall" en el Segundo Cuerpo del teniente general Richard S. Ewell. Robert E. Lee estaba descontento con el anterior comandante en la batalla y llamó a Johnson para que volviera de su baja médica y tomara el mando.

### Gettysburg
En mayo de 1863, Johnson se había recuperado lo suficiente como para dirigir su división en la campaña de Gettysburg. Seguía necesitando un pesado bastón de nogal para desplazarse a pie (y era conocido por utilizarlo contra los hombres que creía que eludían la batalla) y sus hombres le apodaban "Old Clubby". De camino al norte, en Pensilvania, Johnson derrotó al general de división de la Unión Robert H. Milroy en la segunda batalla de Winchester. Johnson llegó a la batalla de Gettysburg en la tarde del primer día, el 1 de julio de 1863. En un movimiento que aún es controvertido, Ewell no aprovechó la división de Johnson y atacó la Cemetery Hill inmediatamente esa tarde, cuando podría haber sido decisivo. Johnson se negó polémicamente a atacar Culp's Hill esa tarde, para lo cual tenía una orden discrecional. En su lugar, la división de Johnson fue la fuerza principal que atacó Culp's Hill el segundo y tercer día, sufriendo considerables bajas al asaltar esta posición inexpugnable varias veces sin éxito. En el otoño de 1863, Johnson desempeñó un papel destacado en la campaña de Mine Run.

### Captura en Spotsylvania
En la Campaña Overland de 1864, Johnson luchó bien en la batalla de Wilderness y cuando el teniente general James Longstreet fue gravemente herido allí, Robert E. Lee consideró a Johnson como comandante de cuerpo de reemplazo. Durante la batalla de Spotsylvania Court House, el 12 de mayo de 1864, en la sección "Bloody Angle" de la línea defensiva confederada "Mule Shoe", Johnson fue capturado junto con el general de brigada George H. Steuart, y la mayor parte de la división de Johnson. Fue encarcelado durante meses en Morris Island, frente a la costa de Charleston, Carolina del Sur, y fue canjeado el 3 de agosto de 1864. Fue enviado al oeste para unirse al ejército de Tennessee del teniente general John Bell Hood, donde comandó una división en el cuerpo del teniente general Stephen D. Lee. Durante la campaña de Franklin-Nashville, Johnson fue capturado de nuevo en la batalla de Nashville el 16 de diciembre de 1864. Volvió a pasar meses en un campo de prisioneros de guerra de la Unión en Johnson's Island, en el lago Erie. Al final de la guerra, Johnson fue trasladado a la antigua prisión del Capitolio en Washington, D.C., donde se le acusó de ser de alguna manera cómplice en el asesinato de Abraham Lincoln. La acusación no prosperó y fue puesto en libertad condicional el 22 de julio de 1865.

## Vida después de la guerra
Después de la guerra, Johnson se dedicó a la agricultura en Virginia. Participó activamente en los asuntos de los veteranos de la Confederación, incluyendo los primeros esfuerzos para construir un monumento a Robert E. Lee en Richmond. Murió en Richmond y su cuerpo permaneció en la capital del estado hasta que fue enterrado en el cementerio de Hollywood.